# Kanada Atlantycka

Kanada Atlantycka na mapie Kanady.

Kanada Atlantycka (ang. Atlantic Canada, fr. Provinces de l’Atlantique) – region historyczny we wschodniej Kanadzie, obejmujący cztery prowincje: Nowy Brunszwik, Nowa Szkocja, Nowa Fundlandia i Labrador oraz Wyspa Księcia Edwarda.
Region Kanady Atlantyckiej bywa mylony z regionem Maritimes, w skład którego wchodzą jedynie trzy prowincje: Nowy Brunszwik, Nowa Szkocja i Wyspa Księcia Edwarda. 
W skład Kanady Atlantyckiej nie wchodzi, mimo swego położenia, prowincja Quebec. 
Takie wyróżnienie czterech prowincji atlantyckich podyktowane jest ich wspólnym dziedzictwem historycznym, wywodzącym się z Akadii i kolonii Nowej Szkocji. Według danych z lipca 2010 roku Kanadę Atlantycką zamieszkuje ponad 2 miliony 300 tysięcy osób.